# 캐서린 맨스필드

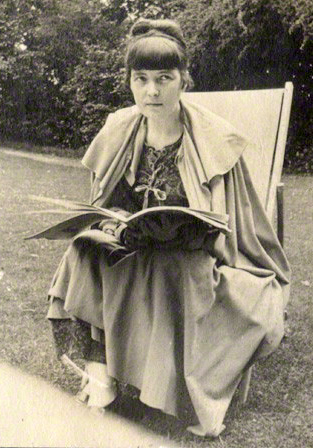
캐서린 맨스필드

캐서린 맨스필드(Katherine Mansfield ; 1888년 ~ 1923년)은 영국에서 활동한 뉴질랜드의 소설가이다. 본명은 캐서린 비챔이다. 뉴질랜드의 수도 웰링턴에서 실업가의 딸로 태어났다. 런던의 퀸스 대학에 다닌 뒤 고향으로 돌아갔으나 다시 영국 본토로 돌아가 시 · 평론 · 단편 소설을 발표하게 된다. 첫 번째 결혼에 실패하고 문예평론가 존 미들턴 머레이와 동거한 뒤 1918년에 정식으로 결혼하여 그가 편집하는 문예잡지에 평론을 썼다. 《독일의 하숙에서》(1911년)는 최초의 단편집이며, 독일에서 견문한 것을 스케치하듯이 모은 작품이다. 《전주곡》(1918년)은 뉴질랜드에서의 소녀시절을 다룬 작품이다. 《원유회》(1922년)는 저자 자신이 가려서 뽑은 최후의 단편집으로 그 안에 실린 〈원유회〉에서는 파티를 열려고 들떠 있는 부유한 사람들과 다섯 아이를 거느린 빈곤한 노동자의 교통사고 후의 비참함을 비교하면서 인생의 한 단면을 묘사하고 있다.
지병인 늑막염이 폐결핵으로 악화되어 남프랑스의 방도르를 위시한 여러 곳에서 휴양하다가 1923년 35세의 젊은 나이로 파리 근처 퐁텐블로의 한 요양원에서 세상을 떠났다.

## 같이 보기
- 뉴질랜드 문학